# El Melón
El Melón es una ciudad de la comuna de Nogales, perteneciente a la Provincia de Quillota en la Región de Valparaíso, Chile. 
La estación Melón, ubicada en la zona, fue inaugurada junto con el resto de la línea entre La Calera y La Ligua en 1897.
El Melón como poblado aparece en la división administrativa de 1925. Hoy es parte de la comuna de Nogales en la provincia de Quillota.
Es una zona rica de yacimientos mineros de cobre y caliza. El cobre lo extrae la empresa Anglo American Chile, con su división El Soldado, que le da nombre a la mina que es de tajo abierto, la mina subterránea ya no es operada.
Uno de los hechos más lamentables en la historia de la localidad fue el terremoto de 1965, producto del cual un tranque de relaves de la mina El Soldado cedió y liberó unos 2.3 millones de metros cúbicos de fangos industriales. Esto provocó un aluvión, que descendió sobre un pequeño poblado minero de unos 150 habitantes, llamado El Cobre. Hubo 10 sobrevivientes, y se encontraron unos 35 cadáveres.
El yacimiento de caliza, es extraído por la empresa Cemento Melón, desde el subsuelo, que lleva el material a la ciudad de La Calera, donde es procesada y comercializada, por medio de un tren de carga. Dicho tren recibe tradicionalmente el nombre de "El Calero". En la actualidad (2019) no se extrae caliza y el Calero retornó como parte de proyecto turístico. 